# ستيف لايبر
ستيف لايبر (بالإنجليزية: Steve Lieber)‏‏ (19 مايو 1967 في بيتسبرغ - ) رسام بالرصاص، وروائي من الولايات المتحدة.

## الجوائز
- جائزة إنكبوت